# Бедрус Олена Юріївна
Олена Юріївна Бедрус (нар. 25 серпня 1934, село Черніїв, тепер Тисменицького району Івано-Франківської області — ?) — українська радянська діячка, новатор сільськогосподарського виробництва, доярка колгоспу «Правда» Івано-Франківського (тепер — Тисменицького) району Івано-Франківської області. Депутат Верховної Ради УРСР 7-го скликання.

## Біографія
Народилася в селянській родині.
З 1950-х років —  доярка колгоспу «Правда» села Черніїв Івано-Франківського (тепер — Тисменицького) району Івано-Франківської області. Досягала високих надоїв молока: надоювала по 3156 кілограмів молока від кожної із тринадцяти закріплених за нею корів.
Потім — на пенсії у селі Черніїв Тисменицького району Івано-Франківської області.